# Epd Film

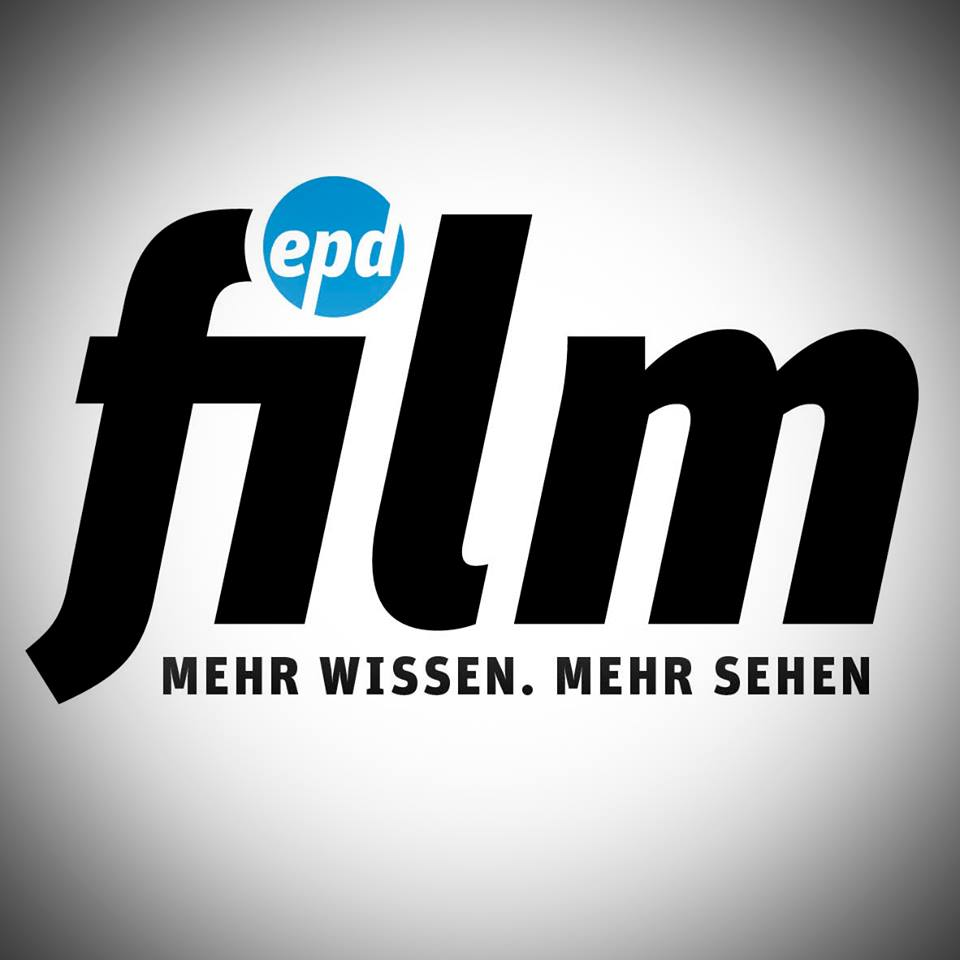

epd Film (« Evangelischer Pressedienst Film ») est une revue de cinéma allemande, publiée mensuellement depuis 1984. De tendance protestante, elle a succédé à Evangelischen Filmbeobachters, une publication annuelle créée en 1948.